# Cetejus pseudamericanus
Cetejus pseudamericanus es una especie de coleóptero de la familia Passalidae.

## Distribución geográfica
Habita en Irian Jaya (Indonesia).